# Pseudoheptamelus
Pseudoheptamelus är ett släkte av steklar som beskrevs av Otto Conde 1932. Pseudoheptamelus ingår i familjen bladsteklar.
Släktet innehåller bara arten Pseudoheptamelus runari.